# Suchy Dwór (województwo dolnośląskie)
Suchy Dwór (niem. Althofdürr) – wieś w Polsce, w województwie dolnośląskim, w powiecie wrocławskim, w gminie Żórawina.

## Nazwa
12 lutego 1948 r. ustalono urzędową polską nazwę miejscowości – Suchy Dwór, określając drugi przypadek jako Suchego Dworu, a przymiotnik – suchodworski.
Niemiecka nazwa znaczy dosłownie Suchy Stary Dwór (niem. alt – stary, der Hof – dwór, dürr – suchy). Mieszkańcy miejscowości w mowie potocznej zamiast nazwy Althofdürr używali skróconej nazwy „Althof” (pol. Stary Dwór) dla określenia swojej miejscowości.

## Informacje ogólne
Wieś jest położona około 2,5 km na południe od administracyjnej granicy Wrocławia. Dojazd z centrum Wrocławia prowadzi przez ulice Borowską i Stefana „Grota” Roweckiego, w kierunku Osiedla Ołtaszyn, następnie jadąc drogą na Żórawinę trzeba minąć wieś Biestrzyków i po kilku minutach dojeżdża się do Suchego Dworu.
Na zachodzie wieś graniczy z wsią Karwiany, na północy z wsiami Wysoka i Biestrzyków, na północnym wschodzie z wsią Żerniki Wrocławskie, na wschodzie z wsią Mędłów i na południu z wsią Rzeplin.
Od 1945 roku do końca lat 50. XX wieku Suchy Dwór należał administracyjnie do gminy Święta Katarzyna. W latach 1975–1998 wchodził w skład województwa wrocławskiego.
Obecnie wieś należy do utworzonej w 2005 parafii w Rzeplinie. Od średniowiecza do 2005 Suchy Dwór należał do parafii w Ołtaszynie.
Suchy Dwór leży na obszarze Równiny Wrocławskiej, będącej częścią Niziny Śląskiej. Teren ten ma bardzo dogodne warunki do upraw rolnych, występujące tu gleby to wysokiej jakości czarnoziemy należące do najwyższych klas bonitacyjnych. Obszar ten ma jeden z najdłuższych okresów wegetacyjnych w Polsce. Głównymi uprawami rolnymi na terenach wokół Suchego Dworu są pszenica, jęczmień, kukurydza, rzepak oraz buraki cukrowe i ziemniaki.

## Historia

### Od średniowiecza do XIX wieku
Wieś wzmiankowana już w 1286 r. jako „antiqua curia” (łac. Stary Dwór), w 1386 r. jako Aldinhof, w 1575 r. jako Aldenhoff, a w 1579 r. jako Allodium Aldnhoff.
Od 1630 r. do 1766 r. Suchy Dwór był wzmiankowany tylko jako Althof (niem. Stary Dwór), a w 1842 r. jako Duerr-Althoff (niem. Suchy Stary Dwór).
W XVIII wieku Suchy Dwór jako wieś dziesięcinna, wraz z pięcioma innymi wsiami (Gniechowice, Smardzów, Stary Śleszów, Tyniec Mały, Żerniki Wielkie), wchodził w skład zespołu dóbr tzw. prebendy kanonickiej w Żernikach Wrocławskich. Dochód z prebend kanonickich był przeznaczony dla kanoników wrocławskiej kapituły katedralnej.
W 1795 wieś nazywano Althof (niem. Stary Dwór), była też zwana Duerr-Althoff (niem. Suchy Stary Dwór).
W Suchym Dworze znajdował się wówczas dom pana (dwór), jeden folwark (niem. "Vorwerk" – co oznacza majątek, który nie jest zarządzany bezpośrednio przez właściciela dóbr ziemskich, tylko za pośrednictwem innego, większego majątku, niem. Gutshof), młyn wiatrowy, tzw. wiatrak, 6 sadów, 2 inne domy.
Wieś liczyła 11 kominów (domów) i miała 68 mieszkańców.
Właścicielem majątku w Suchym Dworze był wówczas Ernst Gottlieb.
W 1845 Suchy Dwór należał do powiatu wrocławskiego. Wieś stanowiła wówczas majątek ziemski z którego dochód zasilał Kamerę Królewską we Wrocławiu (zarząd dóbr ziemskich należących do Króla Prus).
We wsi było 12 domów i jeden majątek ziemski, (dosł. Vorwerk).
Ludność Suchego Dworu liczyła w 1845 r. 103 mieszkańców w tym 37 katolików. Parafia katolicka znajdowała się w Ołtaszynie, a parafia ewangelicka w Domasławiu.
We wsi znajdował się ponadto młyn wiatrowy, tzw. wiatrak i gorzelnia, było 450 sztuk owiec merynosów (dosł. 450 halb Merino – 450 pół Merynosów) i 57 sztuk bydła.
Wieś należała do poczty we Wrocławiu i w Domasławiu.
Tereny położone na południe od Wrocławia, m.in. na obszarze obecnych gmin Święta Katarzyna i Żórawina, były do połowy XIX wieku ubogim obszarem rolniczym. Znajdujące się tutaj czarnoziemy po każdym deszczu zamieniały się w błota, a na polach tworzyły się olbrzymie bajora wody deszczowej. Obszar ten, jak wynika z analiz geologicznych, od okresu ostatniego zlodowacenia nie był pokryty lasem, porastały go jedynie pojedyncze kępy drzew.
W połowie XIX wieku ten stan rzeczy uległ istotnej zmianie, w związku z rozpoczętą intensywną melioracją (drenowanie drenami ceramicznymi i budowa rowów melioracyjnych).
Przeobraziło to dotąd ubogie tereny, na których prowadzono głównie hodowlę owiec i bydła, w jedne z najżyźniejszych obszarów rolniczych na Dolnym Śląsku.
Wówczas to na terenach tych rozwinięto na dużą skalę uprawę buraków cukrowych oraz wybudowano liczne cukrownie, m.in. w Klecinie i Żórawinie.
Na przełomie XIX i XX wieku właścicielem majątku w Suchym Dworze był Julius Schottländer, najzamożniejszy obywatel Wrocławia. Należały do niego również następujące wsie i majątki Wysoka, Bledzów, obecnie część wsi Bielany Wrocławskie, Stary Śleszów, Biestrzyków, Karwiany, Kowale oraz grunty w obecnych osiedlach Wrocławia Borek i Ołtaszyn.

### Lata 1874 – 1945
Z dniem 1 stycznia 1874 wszedł w życie nowy podział terytorialny wschodnich terenów ówczesnego Królestwa Prus, w tym Prowincji Śląskiej. Zgodnie z dokonanym wtedy podziałem Suchy Dwór wszedł w skład tzw. okręgu urzędowego (niem. Amtsbezirk) z siedzibą w Żernikach Wrocławskich, (niem. Amtsbezirk – był to okręg urzędowy składający się z tzw. (niem. Landesgemeinde) – gminy wiejskie i (niem. Gutsbezirke) – dobra ziemskie, odpowiednik dzisiejszej gminy).
W skład tego Amtsbezirk oprócz Suchego Dworu wchodziły również Żerniki Wrocławskie, gdzie była siedziba jego władz, Radomierzyce, Biestrzyków, Iwiny, Lamowice Stare oraz posiadłości ziemskie w Suchym Dworze, Radomierzycach, Iwinach i Żernikach Wrocławskich.
Stan ten przetrwał bez większych zmian do 1945.
W 1901 majątek w Suchym Dworze, stanowił tzw. dobro rycerskie (niem. Rittergut), parafia ewangelicka znajdowała się w Domasławiu, parafia katolicka w Ołtaszynie, a Urząd Stanu Cywilnego w Galowicach. W Suchym Dworze mieszkały w 1901 153 osoby, z tego 75 we wsi i 78 w majątku.
W 1927 w Suchym Dworze mieszkało 167 osób, w tym 92 ewangelików (18 we wsi i 74 w majątku ziemskim) i 75 katolików (38 we wsi i 37 w majątku ziemskim). Parafia ewangelicka znajdowała się wówczas już w Żernikach Wrocławskich.
W Urzędowej Książce Adresowej dla Zakładów Przemysłowych,Handlowych i Działalności Gospodarczej Prowincji Dolnośląskiej z 1927 można znaleźć informację, że w Suchym Dworze funkcjonował:
- Zajazd – w rozebranym w styczniu 2014 budynku na skrzyżowaniu ulic Głównej i Wrocławskiej;
- Sad – przy ul. Majowej;
- Kuźnia – w rozebranym w latach dziewięćdziesiątych ubiegłego wieku budynku w rejonie skrzyżowania ulic Głównej i Agrestowej;
- Sklep – w jednym z budynków na skrzyżowaniu ulic Majowej i Wrocławskiej.

Od lat 30. XX wieku do 1945 właścicielem majątku w Suchym Dworze, który obejmował m.in. 300 hektarów gruntów, był niemiecki feldmarszałek Erhard Milch, jeden z twórców niemieckich linii lotniczych Lufthansa i jeden z głównych dowódców niemieckiej Luftwaffe w okresie II wojny światowej.
Około 1939 wieś, bez folwarku, liczyła 138 mieszkańców i 31 gospodarstw, których łączna powierzchnia wynosiła 137,5 ha. Szkoła dla dzieci z Suchego Dworu znajdowała się w Karwianach, a posterunek żandarmerii w Wojszycach.
Wieś była już wówczas zelektryfikowana. Do chwili obecnej przy ul. Głównej zachował się budynek stacji transformatorowej pochodzący z tamtego okresu.
W 1941 Suchy Dwór liczył 147 mieszkańców, administracyjnie należał do powiatu wrocławskiego, Urząd Stanu Cywilnego był prowadzony przez parafię ewangelicką w Domasławiu, parafia katolicka znajdowała się nadal w Ołtaszynie.
Podczas walk w 1945 wieś nie doznała poważniejszych zniszczeń i została zajęta przez oddziały Armii Czerwonej nacierające na Wrocław w połowie lutego 1945.
Pomimo ogłoszenia przez władze niemieckie nakazu ewakuacji dla ludności cywilnej z terenów przyfrontowych i panicznej ucieczki ludności niemieckiej przed Armią Czerwoną część mieszkańców wsi pozostała w swoich domach. Byli oni narażeni na gwałty i morderstwa ze strony żołnierzy Armii Czerwonej.
Co najmniej dwie osoby (małżeństwo zamieszkałe w jednym z budynków przy obecnej ul.Głównej, usiłujące uchronić swoją córkę przed zgwałceniem) zostały zastrzelone przez czerwonoarmistów i pochowane w przypałacowym parku.

### Okres po 1945 roku
Już w 1945 do Suchego Dworu przybyli przesiedleńcy z dawnych kresów wschodnich II RP, którzy zajęli domy wzdłuż ulicy Głównej pomiędzy przypałacowym parkiem a drogą Wrocław-Żórawina.
W lipcu 1947 do wsi przybyli osadnicy z rejonu Przeworska, głównie ze wsi Medynia Kańczucka, którzy zajęli zabudowania dawnego folwarku – pałac i budynki dla robotników. Zasiedlenie wsi przez dwie grupy ludności, pochodzące z odległych regionów, różniące się tradycją i zwyczajami, doprowadziło do podziału wsi na dwie części. Tzw. "wieś" – teren od skrzyżowania ul. Wrocławskiej z ul. Główną i wzdłuż ul. Głównej do parku, zamieszkany przez przesiedleńców z kresów wschodnich i tzw. "majątek" – teren dawnych zabudowań folwarku, przy skrzyżowaniu ul. Głównej z ul. Agrestową i wzdłuż ul. Agrestowej, zamieszkany przez osadników z rejonu Przeworska.
Podział ten ulegał stopniowemu zatarciu na przestrzeni kolejnych dziesięcioleci w wyniku upływu czasu i wymiany pokoleniowej.
Do 1945 we wsi była mocno rozbudowana sieć kolejki wąskotorowej, łącząca poszczególne budynki gospodarcze folwarku oraz okoliczne wsie i znajdujące się w pobliżu cukrownie w Klecinie i Żórawinie. Kolejka ta służyła do transportu płodów rolnych. Po 1945 sieć kolejki uległa szybkiej dewastacji i obecnie nie ma już po niej prawie żadnego śladu, poza nielicznymi śladami po torach w bruku drogi prowadzącej z centrum wsi w kierunku Biestrzykowa.
We wsi zachowały się pozostałości zabudowań folwarku, w tym stajnia z 1897 przebudowana na pomieszczenia biurowe i obora przebudowana na pomieszczenia produkcyjne.
W latach 70. XX wieku spłonęła wielka stodoła stojąca pomiędzy oborą a stajnią. Do chwili obecnej przetrwał tylko niewielki jej fragment (około 1/4), używany obecnie jako magazyn. Pozostały również budynki dla robotników, w tym dwa piętrowe przeznaczone dla czterech rodzin każdy i jeden parterowy stojący na skrzyżowaniu ulicy Głównej i Dębowej przeznaczony dla ośmiu rodzin.
Ponadto zachowały się pomniejsze budynki gospodarcze oraz mocno przebudowane resztki muru okalającego dawny folwark, głównie wzdłuż ulicy Irysowej.
We wsi zachował się również, na południe od kompleksu zabudowań folwarku, dużych rozmiarów zbiornik na kiszonkę, przebudowany na początku lat 90. XX wieku na magazyn.
Niestety, stojący we wsi pałac, który przetrwał wojnę i w którym początkowo mieszkali osadnicy z rejonu Przeworska uległ dewastacji i popadł w ruinę.
Ruiny murów pałacu zostały rozebrane w latach 70. XX wieku. Obecnie na miejscu pałacu znajduje się skład węgla. Do dziś zachowały się pozostałości przypałacowego parku, na terenie którego urządzono boisko do gry w piłkę nożną.
Nie przetrwały do naszych czasów znajdujące się na południe od pałacu przy ul. Agrestowej niewielka stodoła i kuźnia.
Znacznej dewastacji uległ również mocno rozbudowany we wsi i jej okolicy system rowów, stawów i drenów melioracyjnych, niektóre spośród stawów zostały niemal w całości zasypane (np. staw w parku przypałacowym).
W znajdującym się na skrzyżowaniu ulic Wrocławskiej i Głównej budynku dawnego zajazdu po 1945 znajdowała się kaplica.
Wiatrak wspomniany w opisach wsi z 1795 i 1845 znajdował się na południowy wschód od zabudowań wsi, za drogą Wrocław Żórawina. Przetrwał najprawdopodobniej do ok. 1911 (został zaznaczony na mapie wówczas wydanej). Dokładnej daty jego rozbiórki lub zniszczenia nie udało się ustalić.
W lipcu 1987 w czterdziestą rocznicę przybycia do Suchego Dworu osadników z okolic Przeworska, w wybudowanym specjalnie na tę okazję namiocie w parku, zorganizowano uroczyste obchody czterdziestolecia Suchego Dworu. W trakcie uroczystości zasłużeni mieszkańcy wsi otrzymali odznaki "Zasłużony dla Województwa Wrocławskiego i Miasta Wrocławia".
Uchwałą Rady Gminy Żórawina z dnia 29 kwietnia 2003 w sprawie nadania nazwy ulicom we wsi Suchy Dwór, gmina Żórawina, wprowadzono we wsi następujące nazwy ulic – ul. Główna, ul. Wrocławska, ul. Majowa, ul. Irysowa, ul. Lisia (od znajdującej się w niewielkim lasku przy tej ulicy do lat 90. XX wieku fermy lisów), ul. Dębowa, ul. Agrestowa, ul. Malinowa i ul. Kobierzycka.

## Czasy współczesne
Obecnie Suchy Dwór przeżywa intensywny rozwój. Powstają liczne domy jednorodzinne, a miejscowość powoli przekształca się w podmiejskie osiedle willowe Wrocławia. Duża część pól uprawnych wokół wsi została przekształcona w działki budowlane, wytyczono też nowe ulice. W Suchym Dworze głównie w zabudowaniach dawnego folwarku funkcjonują liczne zakłady produkcyjne i usługowe.
Intensywny rozwój wsi powoduje znaczne przeobrażenia w substancji zabytkowej – przebudowie bądź nawet rozbiórce ulega wiele budynków sprzed 1945 r.